# Les Breuleux
Les Breuleux (toponimo francese) è un comune svizzero di 1 536 abitanti del Canton Giura, nel distretto delle Franches-Montagnes.

## Monumenti e luoghi d'interesse

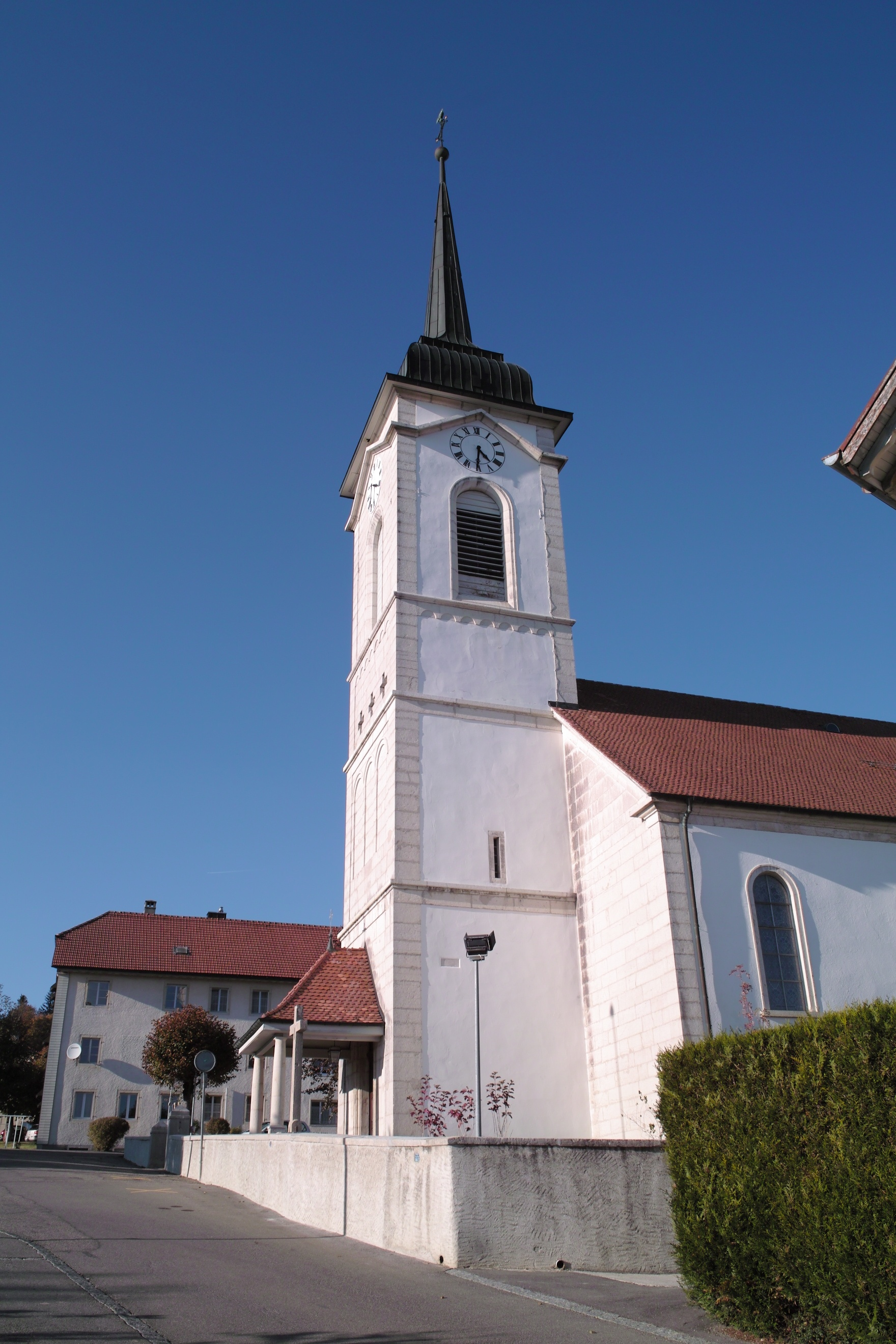
Chiesa di San Giuseppe

- Chiesa cattolica di San Giuseppe, eretta nel 1662 e ricostruita nel 1852[1].

## Società

### Evoluzione demografica
L'evoluzione demografica è riportata nella seguente tabella:
Abitanti censiti

## Economia
Les Breuleux è una stazione sciistica attiva sia nello sci alpino sia nello sci nordico.

## Infrastrutture e trasporti

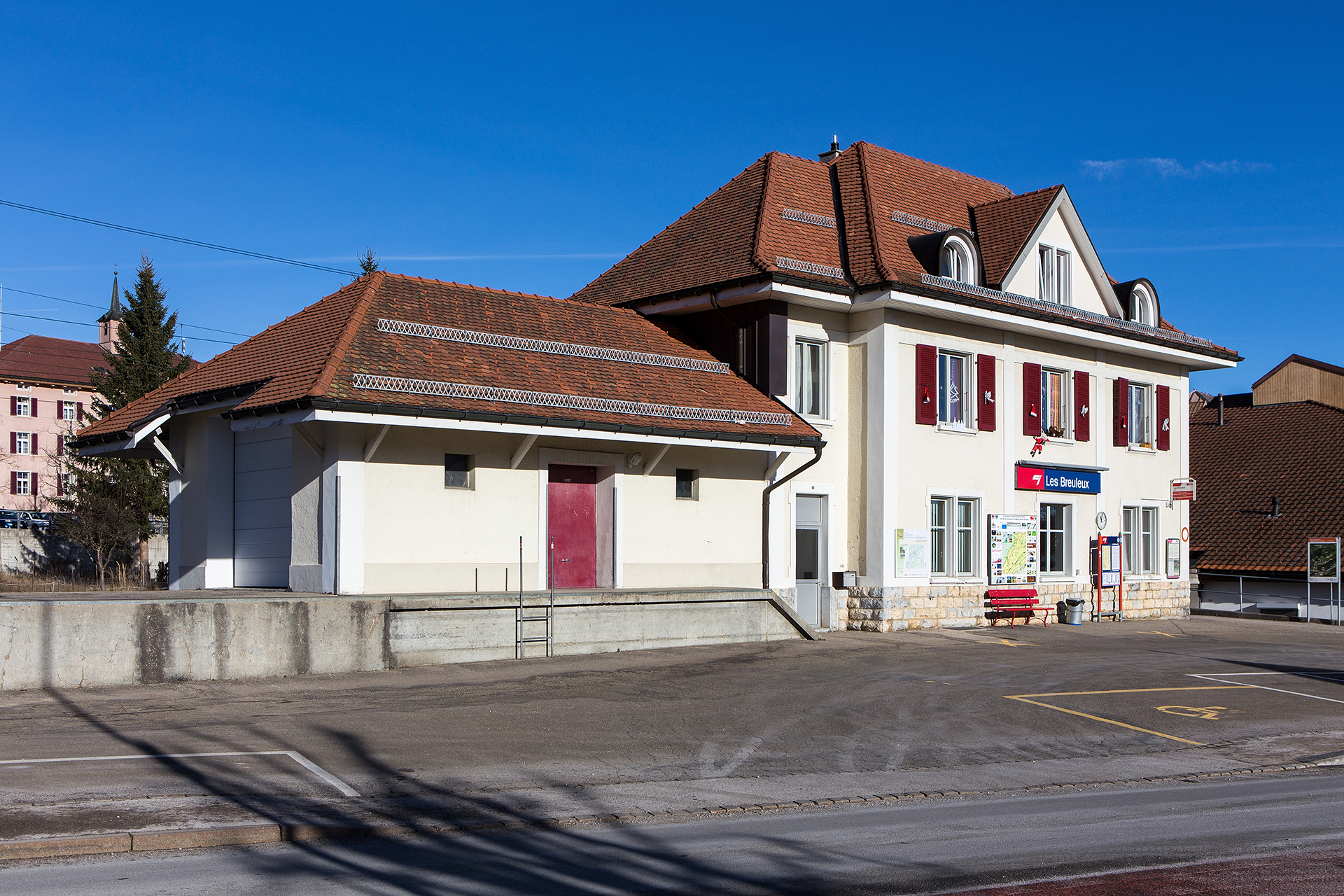
La stazione di Les Breuleux

Les Breuleux è servito dall'omonima stazione sulla linea Tramelan-Les Breuleux-Le Noirmont delle Ferrovie del Giura.

## Amministrazione
Ogni famiglia originaria del luogo fa parte del cosiddetto comune patriziale e ha la responsabilità della manutenzione di ogni bene ricadente all'interno dei confini del comune.